# Synema maculosum
Synema maculosum là một loài nhện trong họ Thomisidae.
Loài này thuộc chi Synema. Synema maculosum được Octavius Pickard-Cambridge miêu tả năm 1891.